# Nikolaï Novotelnov
Nikolaï Novotelnov est un joueur d'échecs soviétique né le 9 décembre 1911 à Saint-Pétersbourg et mort le 30 décembre 2006 dans la même ville. Il fut champion de Léningrad et champion de la Russie en 1947. Il reçut le titre de maître international en 1951. Il a donné son nom à une variante de la défense sicilienne : la sicilienne Kan.

## Biographie et carrière
Novotelnov vécut toute sa vie à Saint-Pétersbourg (appelée Léningrad pendant la période soviétique), notamment pendant le Siège de Léningrad (1941-1944). Il participa à six finales du championnat de la République de Russie. Il remporta le championnat de Russie (RSFSR) en 1947 devant Nejmetdinov, Ilivitski, Aronine, Doubinine, Souétine. Il finit deuxième ex æquo avec Boleslavski et Aronine en 1950 (victoire de Rachid Nejmetdinov).
Il finit sixième du Mémorial Tchigorine disputé à Moscou en 1947, avec 9 points sur 15 (il y avait seize participants), ex æquo avec Paul Keres. En 1950, il remporta les tournois de Krasnodar et de Tcheliabinsk.
Il remporta la demi-finale du Championnat d'URSS d'échecs disputée à Bakou et se qualifia pour la finale disputée en novembre-décembre 1951 qui était un tournoi zonal qualificatif pour le Championnat du monde d'échecs 1954. Il finit avant-dernier de la finale avec 3 points sur 17 en ayant battu Vassily Smyslov et Salo Flohr,.
Novotelnov arrêta de jouer aux échecs dans les années 1970 pour se consacrer à la poésie.